# 张一璠
张一璠（2000年11月22日—），中国河北保定人，中国游泳运动员。

## 生平
在2014年的河北省运会上，张一璠夺得女子200米蝶泳冠军，并因此被选入河北省游泳队。此后，张一璠又多次在青运会、全国游泳冠军赛和全运会等赛事中取得优秀成绩。但在2018年的全国游泳冠军赛上，张一璠遭遇右脚粉碎性骨折，不得不休战一年。复出后，张一璠接连在国内赛事折桂，并入选了东京奥运会中国队大名单。
2021年7月29日，张一璠参加东京奥运会4×200米自由泳接力项目的预赛，最终她凭借队友决赛的成绩获得金牌。